# 횡성3.1운동기념비

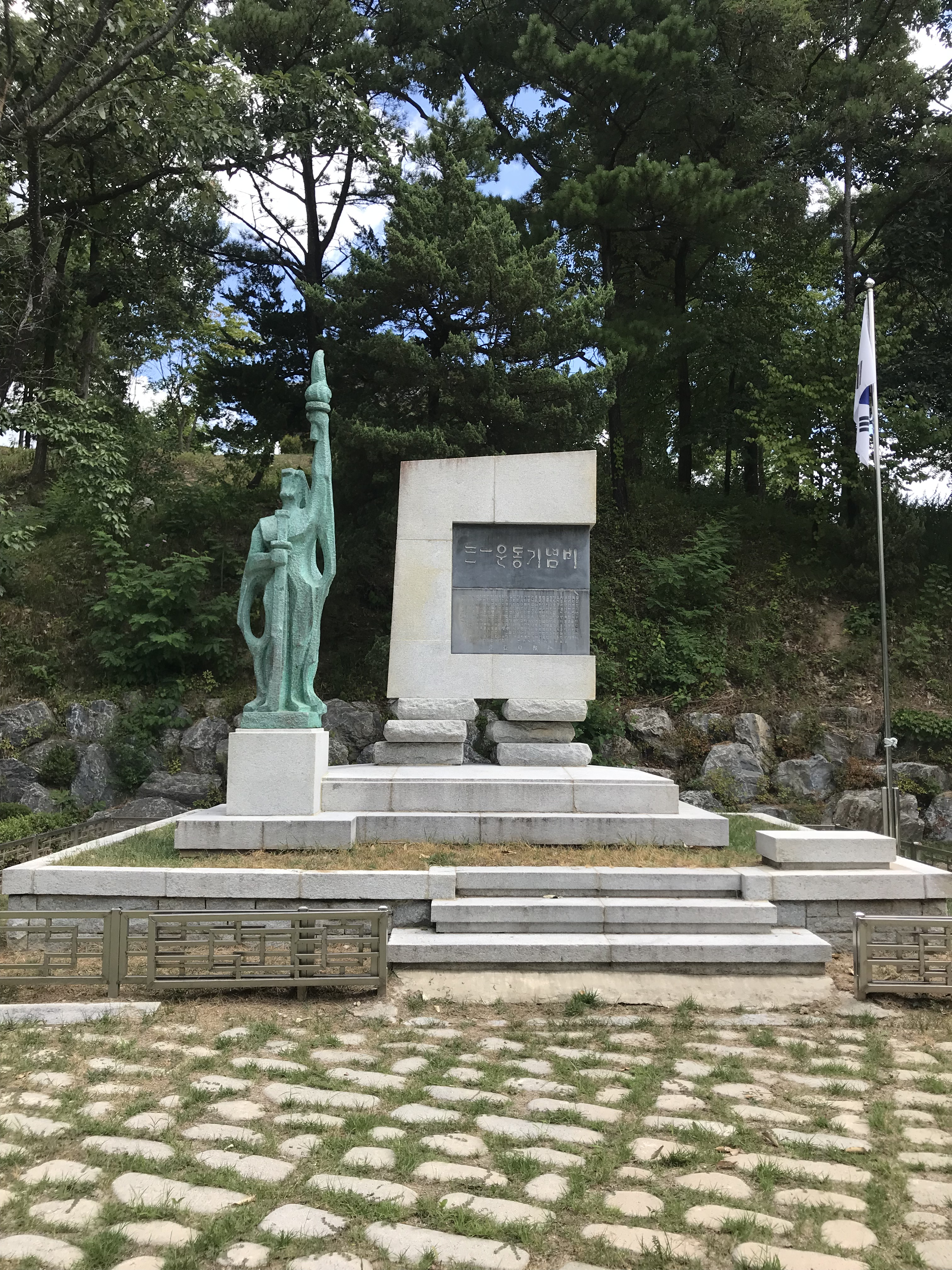
강원도 횡성군 횡성읍 읍하리 3.1공원에 있는 기념비

횡성3.1운동기념비는 강원특별자치도 횡성군 횡성읍 읍하리 3·1공원에 있는 기념비이다.
횡성의 3·1 운동을 기리기 위해 세운 기념비로 1972년 8월 15일에 제막하였다. 동아일보가 창간 60주년 기념으로 세웠으며, 강원도 횡성군 횡성읍 읍하리(邑下里) 3·1공원 내에 있다. 비석 1기와 횃불을 든 조각 1기로 구성되어 있다. 비문은 이희승(李熙承)이 짓고 서희환(徐喜煥)의 글씨체로 김영중(金泳仲)이 새겼다.